# Sokolna
Sokolna – wieś krajeńska w Polsce, o założeniu wielodrożnicy położona w województwie wielkopolskim, w powiecie złotowskim, w gminie Tarnówka w odległości 5 kilometrów od siedziby gminy.
W latach 1975–1998 miejscowość administracyjnie należała do województwa pilskiego.
Wzmiankowana historycznie jako "Zakolno", była położona na skraju niedostępnych bagien, dlatego droga prowadząc do wsi prowadziła łukiem – zakolem. Bagna zostały osuszone na początku XIX wieku wskutek regulacji rzeczki Pankawicy, zwanej też Kanałem Sokoleńskim. We wsi znajduje się neogotycki kościół z 1897 roku.